# Autoserica fucata
Autoserica fucata är en skalbaggsart som beskrevs av Brenske 1901. Autoserica fucata ingår i släktet Autoserica och familjen Melolonthidae. Inga underarter finns listade.